# Docalidia dorsti
Docalidia dorsti är en insektsart som beskrevs av Nielson 1982. Docalidia dorsti ingår i släktet Docalidia och familjen dvärgstritar. Inga underarter finns listade i Catalogue of Life.